# Nuphar microphylla
Nuphar microphylla — вид водних квіткових рослин родини лататтєві (Nymphaeaceae).

## Поширення
Вид поширений у північно-східній частині Північної Америки. Ареал виду простягається від Нової Шотландії в Канаді на захід до Манітоби, а південна межа розповсюдження виду проходить від штату Нью-Джерсі на захід до штатів Міннесота та Мічиган у США. Nuphar microphylla зростає в тихих озерах, ставках, а іноді і в річках з повільною течією. Мешкає у низовинних районах на висоті до 400 м над рівнем моря.

## Опис
Гладке кореневище має діаметр від 0,5 до 2,0 сантиметрів. Кореневище та черешки постійно знаходяться під водою. Листові пластинки плавають на поверхні води. Вони зеленого або фіолетового забарвлення, форма відрізняється від широко еліптичної до яйцеподібної, 8—13 см завдовжки.
Період цвітіння з червня по вересень. Квіти діаметром 1,2—2,1 см. Чашолистки жовті, біля основи червоніють червоний до основи. Пелюстки тонкі, лопатчасті, жовто-помаранчевого забарвлення. Маточки жовті, від 1 до 3 мм завдовжки і приблизно в п'ять разів коротші від тичинок. Плоди округлояйцеподібні, зелені, коричневі або фіолетові, розміром 1х2,5 см. Насіння жовтувато-коричневого до коричневого забарвлення, яйцеподібної форми і завдовжки до 3,5 мм.